# Doriot, Flandrin & Parant
Doriot, Flandrin & Parant (DFP, Доріо, Фландрен і Паран) — з 1906 року французький виробник автомобілів. Штаб-квартира знаходиться в Курбевуа. У 1927 році компанія припинила виробництво автомобілів.

## Огюст Доріо
Огюст Доріо працював в «Пежо» інженером-конструктором і випробувачем, він також брав участь в гонках, але ніколи не був лідером, так в 1894 році він брав участь в гонках Париж-Руан, а через рік — в Париж-Бордо, і там, і там він зайняв 4 місце на автомобілях «Пежо». У тому ж 1895 році буде брати участь в гонках Париж-Марсель на «Делайе», але займе 5 місце в них, а в гонках Париж-Амстердам — сьоме. Гонки були у нього в крові.

## Заснування компанії. Початок виробництва автомобілів

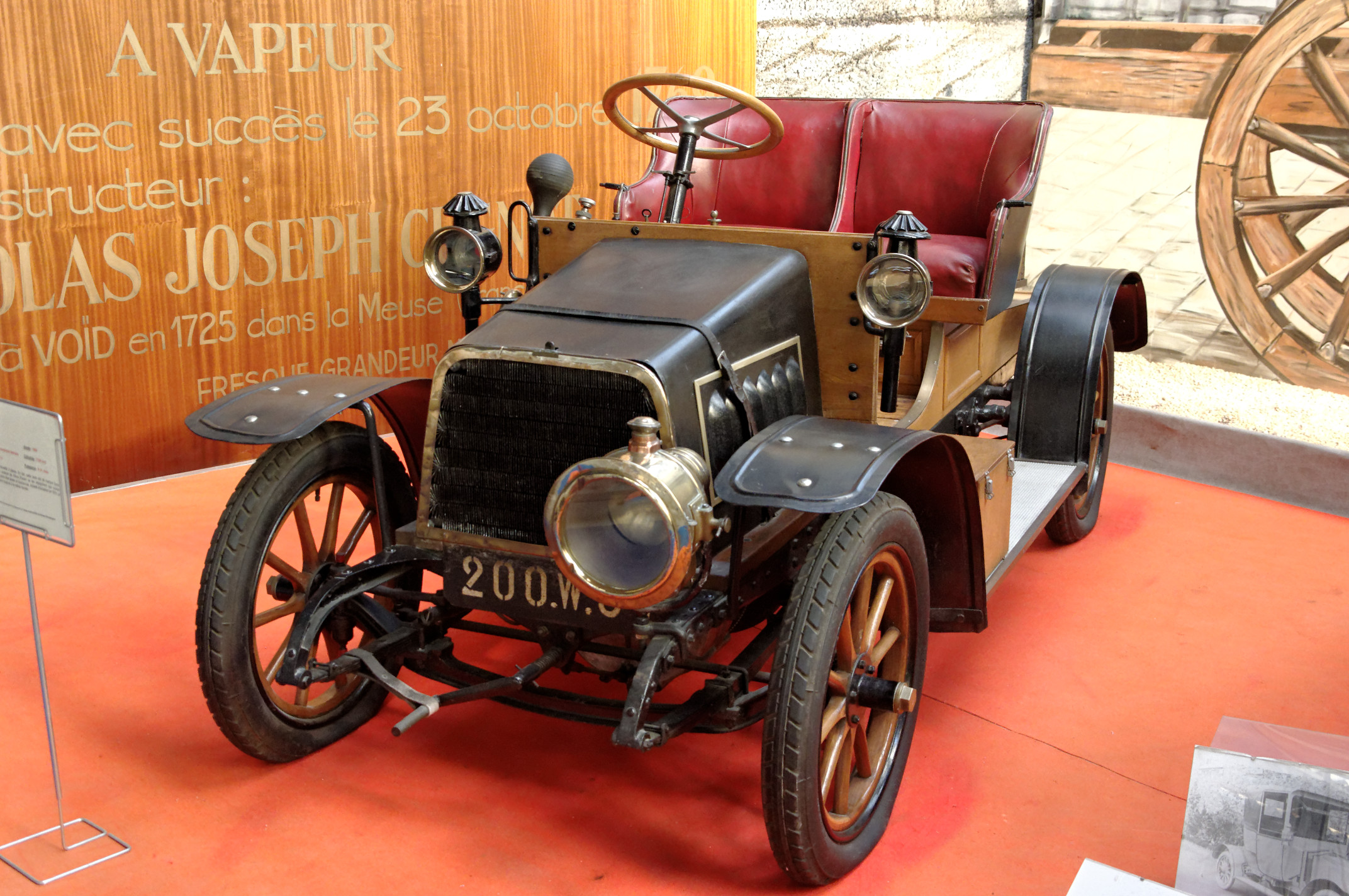
Doriot-Flandrin Type 8cv

У 1906 році він разом з іншим працівником фірми «Пежо» — Людовіком Фландреном вирішують заснувати свою автомобільну фірму — Doriot-Flandrin. У підсумку з'являється 1-циліндрова 1.1 л машинка, причому на машині була не ланцюгова передача, а карданна, що на таких дрібних машинах було рідкістю. Машина мала при рівному об'ємі різну потужність, і тому носила ім'я Type 6cv і Type 8cv. Мотори були покупними, фірми Chapuis-Dornier.
В 1907 році фірма починає встановлювати на свої машинки покупні 4-циліндрові мотори все тієї ж фірми Chapuis-Dornier. Ця машина отримала індекс Type 10cv, мотор був об'ємом в 2 л.
Через рік до компаньйонів приєдналися брати Олександр і Жуль-Рене Парани. Фірма стала називатися Doriot, Flandrin & Parant, або скорочено DFP.

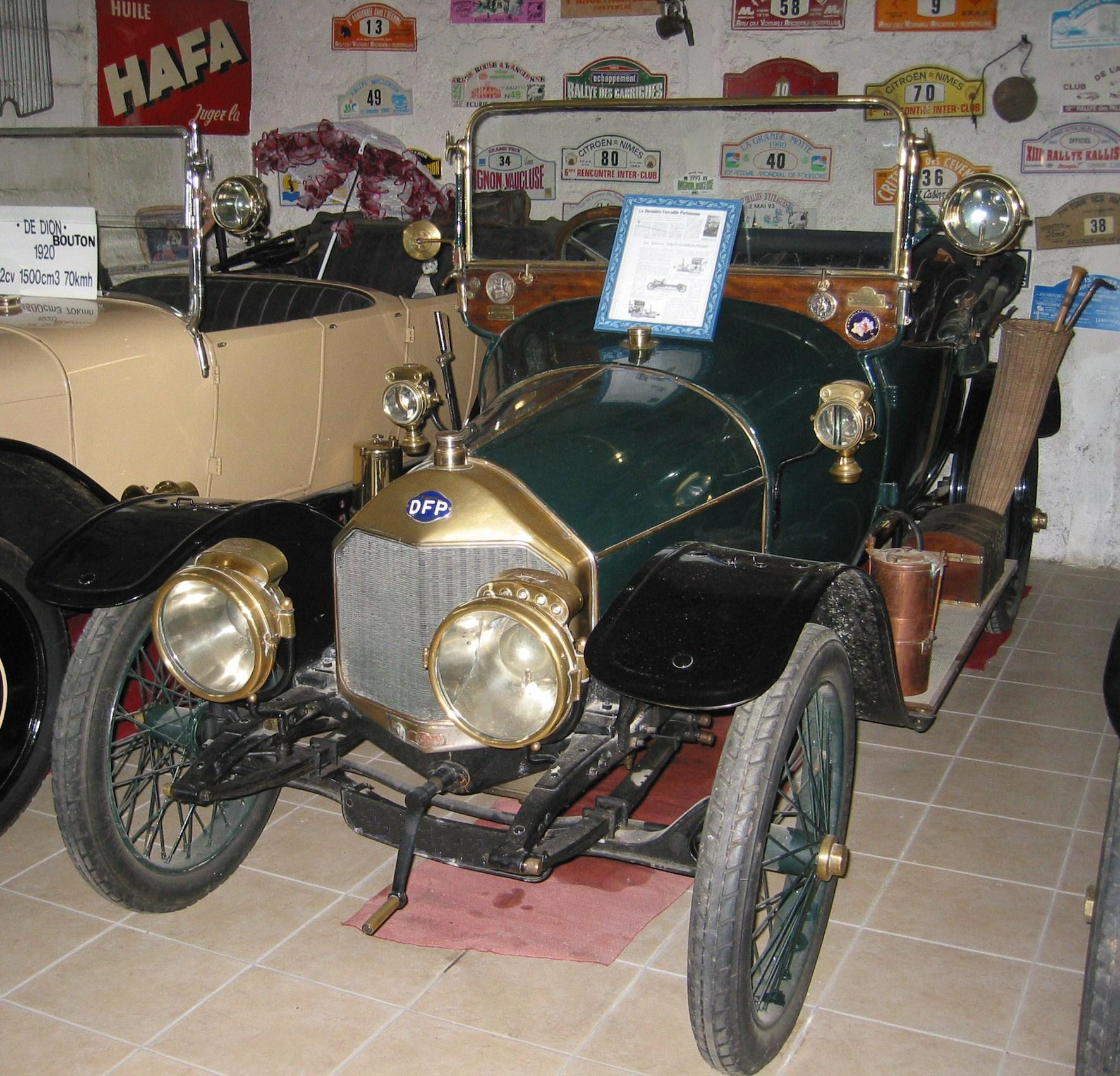
Doriot, Flandrin & Parant Type 12cv

З вливанням нових грошей розширилася і серія моделей до Type 12cv і Type 14cv, перший мав мотор 2.4 л, а другий — 2.8, це все ще були покупні мотори.
В 1910 році одноциліндрові автомобілі перестали випускати, бо ініціали бренду розшифровували як «Derniere Ferraille Parisienne», що приблизно означає «остання залізяка з паризького звалища».
У 1911 році почали випускати Type 10/12 з мотором 1.6 л, і перші 6-циліндрові машини Type 25/30 з 3.3 л мотором.
У тому ж році марка вийшла на англійський ринок, де їх став продавати пан Лекок, який займався продажем сумок і саквояжів фірми «Віттон» (Vuitton).
Він рекламував модель 10/12 як легкий і економічний спортивний автомобіль, який легко міг розвивати 65 км/год. Однак його ціна була така ж, як у набагато досконаліших британських автомобілів. Тому моторчик трохи розточили, знявши з нього 14 сил. Однак фінансових можливостей Лекока не вистачало для розкрутки марки, і до початку 1912 року його продажі впали до смішного рівня, а саме — одна машина на місяць.
Все в тому ж 1911 році «ДФП» вирішують виробляти свої мотори, але потужностей в Курбевуа не вистачає, і фірма переїжджає в Париж. Там народжуються два двигуни — об'ємом 2 л і 2.8 л. Перший став ставитися на модель Type 10/14, другий — на Type 12/15.
Через рік з'являлася 3.0 л версія — Type 16/22.
Наприкінці 1911 року Лекок шукає фінансові вливання, і його знайомий Г.M. Бентлі каже, що може його молодшого брата зацікавить цей бізнес. У. О. Бентлі, молодший брат цього знайомого, управляв в цей час таксопарком фірми «УНІК». Його зацікавила ця пропозиція, і він вливає в фірму 2000 фунтів. Однак увійшовши в стан справ, він бачить, що Лекок насправді ніхто інший, як «пасивний» директор, на ділі всім заправляє галасливий, владний і неефективний співвласник фірми — Ферні.
У підсумку в квітні 1912 року У. О. Бентлі кличе свого брата на допомогу, і ті викуповують фірму у Лекока і Ферні, їх дилершип став називатися Bentley & Bentley.
Волтер Бентлі розуміє, що для збільшення продажів потрібна реклама, а реклама на початку століття — участь і перемога в гонках.
У червні 1912 року в фірму «Бентлі і Бентлі» прибуває присланий з «ДФП» механік — Леру, який доводить 10/14. У підсумку У.Бентлі виграє перегони на підйом в гору «Естон Клінтон» з рекордною для його класу швидкістю.
В 1913 році Бентлі виступає на автомобілі «ДФП 12/15» в Брукландс, встановивши новий рекорд середньої швидкості за 10 кіл — 109 км/год.
Бентлі хоче більших швидкостей, але форсування мотора обмежують важкі поршні. Вирішення питання приходить під час візиту Бентлі до заводу «ДФП», його погляд чіпляється за каталог нових виробів ливарної фірми з Корбіна, в неї вкладено мініатюрний алюмінієвий поршень. Бентлі замовляє алюмінієві поршні для свого автомобіля. У підсумку збільшився ступінь стиснення і, відповідно, потужність мотора.
У підсумку Бентлі радить Доріо виготовляти мотори з поршнями з алюмінієвих сплавів. В серпні 1913 року Бентлі і Леру (механік) розвивають швидкість на прямому відрізку в 115 км/год, а середня швидкість за 10 кіл — 123 км/год. Проте їх обганяє Так на «Хамбері», він показує середню швидкість в 126 км/год.
До наступного заїзду Леру і Бентлі будують одномісний болід.
Цей автомобіль показав середню швидкість в 147 км/год. Але головний конкурент — Так на «Хамбері» — сходить з траси, так що дуелі або повного розгрому не сталося.
До речі, Бентлі показав себе тоді не лише як хороший гонщик і конструктор, а й дизайнер, так дизайн 3.0 л моделі 16/22 в чотиримісному виконанні розробив він.

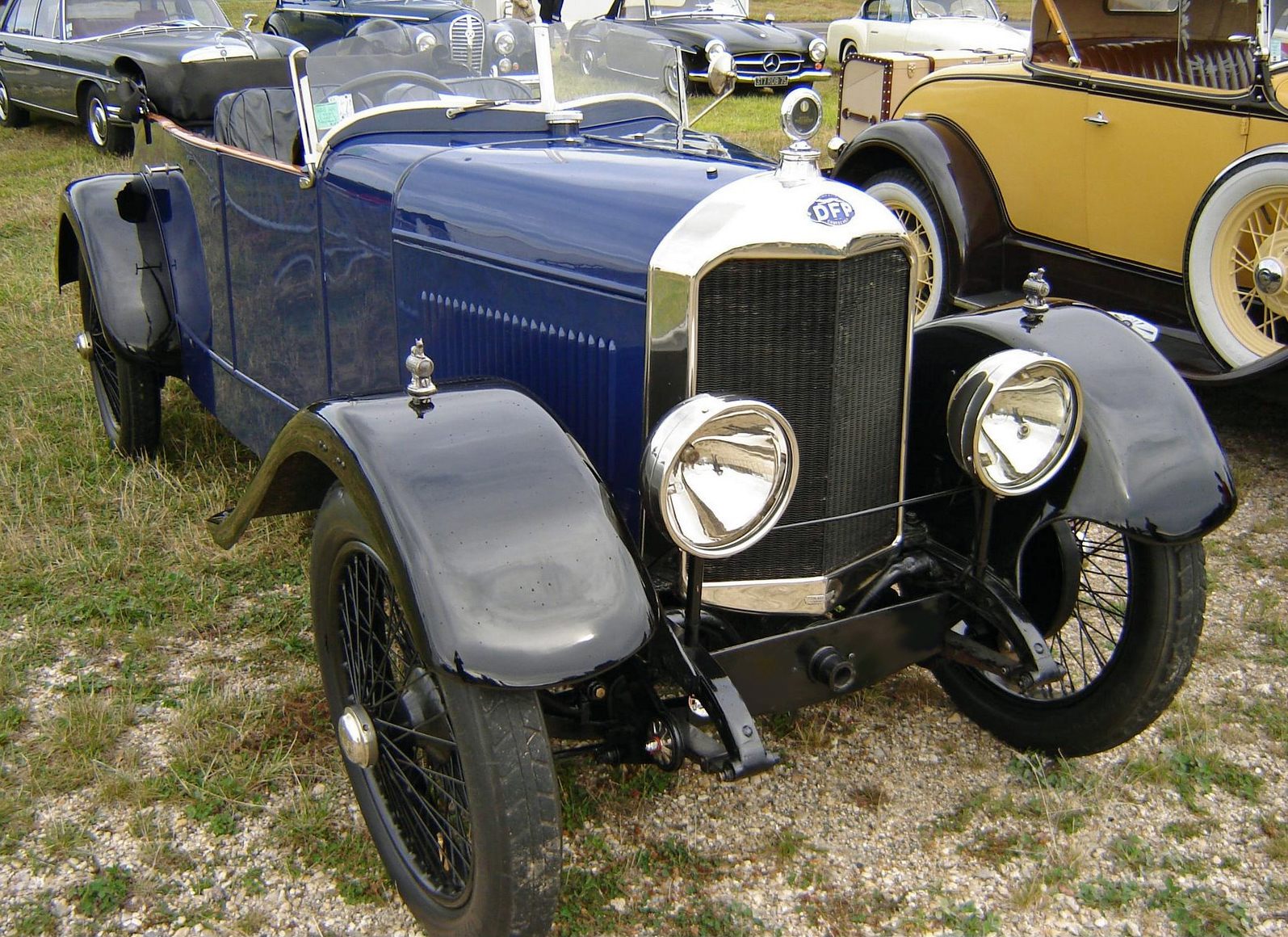
DFP Type 16/22

До речі, пізніше автомобілі «Бентлі» матимуть схожий дизайн.
У червні 1914 року Бентлі виступає на новій серійній машині — «Тип 12/40», машина має 3.3 л мотор з 6-ма циліндрами. Гонки Турист Трофі на острові Мен виявилися нелегкими, тому 6 місце Бентлі не було ганебним, 17 машин з 23 взагалі не приїхали до фінішу.
Бентлі розрекламували автомобіль як учасника на підйом вгору в Керфлі та учасника гонок в Поткоул, але війна перекреслила їхні плани.
Після війни Бентлі почав проектувати власне 3-літрове спортивне авто, до речі, прототип йому побудує фірма «ДФП».
Однак передвоєнні автомобілі вже застаріли, і в 1920 році продається останній 12/40, який купив Генрі Біркін для участі в гонках.

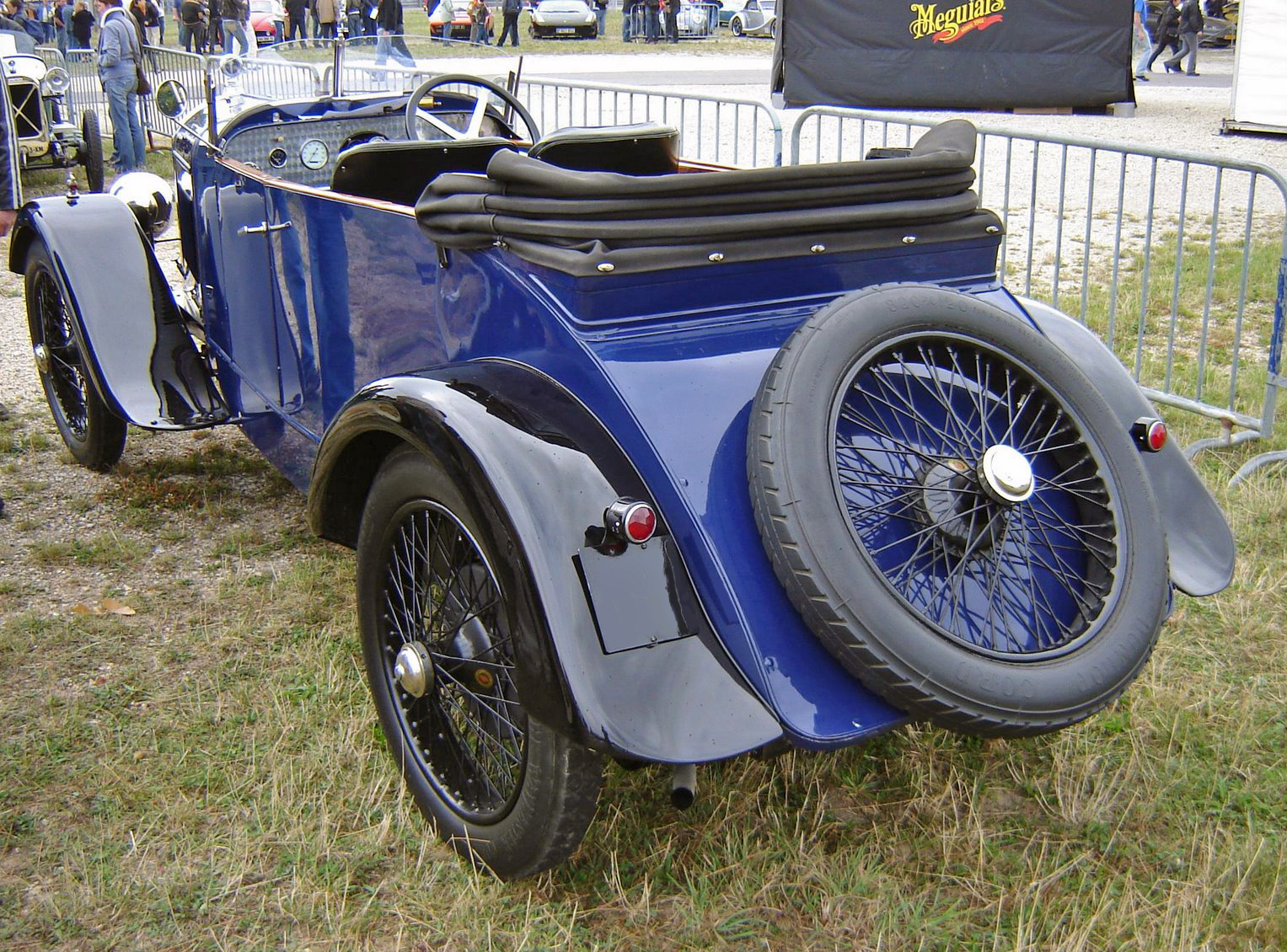
DFP Type 16/22

В 1919 році запускається у виробництво нова модель — «Серія 2000», з моторами 1.1 л, 1.6 л і 2.0 л. Але мотори не свої, а знову покупні, бо у фірми немає коштів на розробку своїх моторів. Мотори 1.1 і 2.0 від фірми Alto, а 1.6 з 10 силами — від Sargant.
В 1922 році «Серію 2000» замінює модельний ряд ADM, на 10/12 ставиться 1.6 мотор фірми American, проте на виставці представлена модель із власним 2.0-літровим мотором. Це 2-літровий ADM 13/50, машина отримала гальма всіх коліс, передачі можна перемикати важелем на підлозі і т. д.

## Припинення виробництва автомобілів. Закриття компанії
Однак великі моделі не мають успіху, і в 1924 році з'являється модель V/VA Type 7cv з 1.1 л мотором, фірма вирішила відновити свій спортивний імідж, і виставляє 3 автомобіля на Ле-Ман, але, на жаль, машини не проявили себе, але в 1926 році на гонці «Біль д'Ор» машина приходить другою у своєму класі, проте перемога і слава запізнилися, і фірма в 1927 році йде з молотка.
А марка «Бентлі» в цей час тільки починала набирати обертів на спортивному Олімпі. На жаль, і їх спортивний тріумф був не довгим, але яскравим.

## Список автомобілів Doriot, Flandrin & Parant
- 1906 — Doriot-Flandrin Type 6cv
  - Doriot-Flandrin Type 8cv
- 1907 — Doriot-Flandrin Type 10cv
- 1908 — Doriot, Flandrin & Parant Type 12cv
  - Doriot, Flandrin & Parant Type 14cv
- 1911 — Doriot, Flandrin & Parant Type 10/12
  - Doriot, Flandrin & Parant Type 25/30
- 1912 — Doriot, Flandrin & Parant Type 10/14
  - Doriot, Flandrin & Parant Type 12/15
- 1913 — Doriot, Flandrin & Parant Type 16/22
- 1914 — Doriot, Flandrin & Parant Type 12/40
- 1919 — Doriot, Flandrin & Parant Série 2000
- 1922 — Doriot, Flandrin & Parant ADM 10/12
- 1923 — Doriot, Flandrin & Parant ADM 13/50
- 1924 — Doriot, Flandrin & Parant V/VA Type 7cv